# Holopogon turkmenicus
Holopogon turkmenicus är en tvåvingeart som beskrevs av Pavel Lehr 1972. Holopogon turkmenicus ingår i släktet Holopogon och familjen rovflugor. Inga underarter finns listade i Catalogue of Life.